# Luckenau
Luckenau là một đô thị thuộc huyện Burgenland, bang Sachsen-Anhalt, Đức. Đô thị Luckenau có diện tích 6,91 km², dân số thời điểm ngày 31 tháng 12 năm 2006 là 593 người.